# Douai
Douai (AFI: /dwɛ/; in piccardo Doï, in olandese Dowaai, in italiano storico Doagio o Duagio) è un comune francese di 39 842 abitanti situato nel dipartimento del Nord nella regione dell'Alta Francia.

## Storia

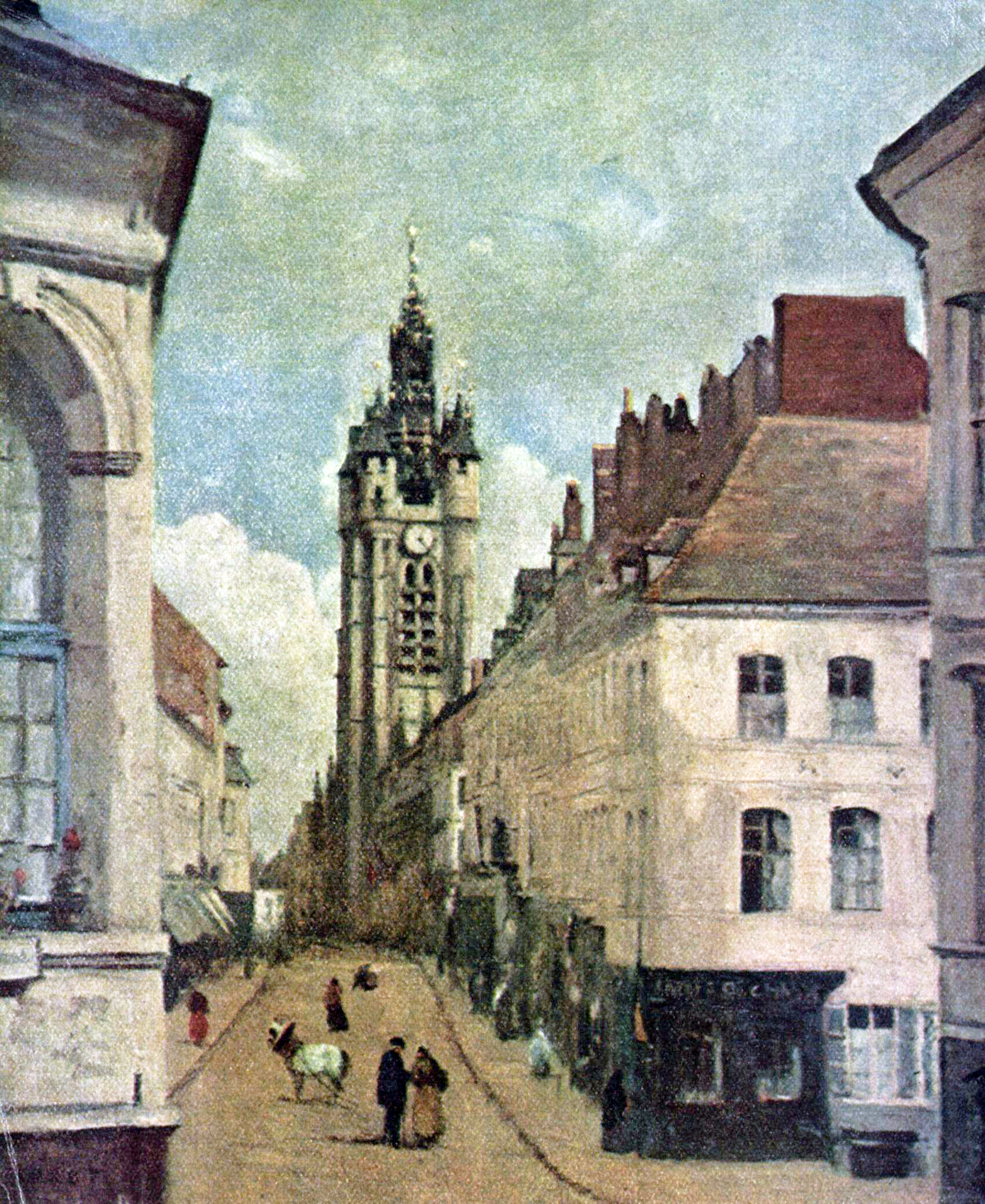
Dipinto di Corot raffigurante Douai.

La località probabilmente corrisponde al sito di una fortezza Romana del IV secolo nota con il nome di Duacum.
Nonostante oggi Douai sia un grosso centro industriale, ha conservato quell'aria di aristocrazia dovuta a capoluogo culturale delle Fiandre. Per una tradizione che risale al XV secolo, ogni anno, i primi giorni di luglio, si portano in processione cinque colossali statue di giganti.
Conserva numerosi edifici del XV e XVI secolo, come l'Hotel de Ville, con la sua torre che conta 62 campane.
Da visitare anche il Palais de Justice, costruito tra il XVI e il XVIII secolo, ed il Musée de la Chartreuse.

## Società

### Evoluzione demografica
Abitanti censiti

## Geografia antropica

### Cantoni
La città fa parte di quattro cantoni diversi:
- Cantone di Douai-Nord;
- Cantone di Douai-Nord-Est;
- Cantone di Douai-Sud;
- Cantone di Douai-Sud-Ovest.

## Amministrazione

### Gemellaggi
- Harrow
- Recklinghausen
- Kenosha
- Dédougou, dal 2003
- Puławy, dal 2004
- Seraing
- Fasano, dal 2015